# Don Coppersmith
Pour les articles homonymes, voir Coppersmith.
Don Coppersmith est un mathématicien et cryptologue américain né en 1950.

## Biographie
De 1968 à 1971, Coppersmith participe à la Putnam Mathematical Competition, une célèbre compétition universitaire aux États-Unis et au Canada, et arrive systématiquement dans les cinq premiers.
En 1972, il obtient un bachelor en mathématiques au Massachusetts Institute of Technology, suivi d'un master en 1975 et d'un doctorat en mathématiques à l'université Harvard en 1977. 
Il participe à la conception du standard de chiffrement DES, un algorithme symétrique développé au sein d'IBM et supervisé par la NSA. Il révèle peu après la découverte de la cryptanalyse différentielle au début des années 1990 qu'une méthode similaire était déjà connue des concepteurs du DES dès l'année 1974 .
Hormis cette participation à la conception du DES, on doit à Coppersmith de nombreux autres travaux : en cryptographie symétrique, ainsi il est entre autres un des concepteurs de MARS, algorithme symétrique finaliste de la compétition pour le standard  AES; en cryptographie asymétrique, avec par exemple des attaques sur le RSA lorsque l'exposant de chiffrement est trop petit ; et de manière plus générale des algorithmes rapides, multiplication matricielle rapide, factorisation , logarithme discret , ainsi que sur des problèmes d'optimisation. En informatique quantique, il est à l'origine de la Transformée de Fourier Quantique. 
Il a longtemps travaillé chez IBM dans le département de mathématiques. Coppersmith a été nommé au rang de fellow par l'IACR en 2004 et en 1993 par l'IEEE.